# Hynek Burda
Hynek Burda (geboren am 27. November 1952 in Chlumec nad Cidlinou) ist ein deutsch-tschechischer Zoologe und Professor für Allgemeine Zoologie an der Universität Duisburg-Essen mit Schwerpunkt auf der Erforschung unterirdisch lebender Säugetiere.

## Biografie
Sein Studium der Biologie absolvierte Hynek Burda von 1971 bis 1976 an der Karls-Universität Prag, danach arbeitete er als Wissenschaftlicher Mitarbeiter am „Institut für Experimentelle Medizin“ an der Tschechoslowakischen Akademie der Wissenschaften. Von 1984 bis 1986 war er Dozent an der Universität von Sambia in Lusaka. 1988 emigrierte Burda nach Deutschland, wo er ein Stipendium der Alexander-von-Humboldt-Stiftung erhielt. Bis 1994 arbeitete Burda am „Zentrum für Morphologie“ (Dr. Senckenbergische Anatomie) am Universitätsklinikum Frankfurt am Main der Johann Wolfgang Goethe-Universität. Seit 1995 ist er Inhaber des Lehrstuhls für Allgemeine Zoologie an der Universität Duisburg-Essen, seit 2000 zudem Gastprofessor an der Südböhmischen Universität České Budějovice.
Burda erforscht die Sinnesbiologie und -ökologie subterraner Säuger und alle Aspekte der Systematik, Evolution und Lebensweise der Sandgräber (Bathyergidae). Er beschäftigt sich ferner mit dem Magnetsinn, der Hörbiologie von Säugetieren und der Biogeographie von Kleinsäugern der Sambesischen Region. Burda war 1999 an den Erstbeschreibungen von Ansells Graumull (Fukomys anselli) und des Kafue-Graumulls (Fukomys kafuensis) beteiligt.
2014 wurden Burda und seine deutsch-tschechische Arbeitsgruppe mit dem Ig-Nobelpreis für den Nachweis ausgezeichnet, dass sich Hunde beim Verrichten ihres Geschäfts bevorzugt am Magnetfeld der Erde ausrichten.